# Isabella, tre caravelle e un cacciaballe
Isabella, tre caravelle e un cacciaballe è l'opera teatrale (commedia in due atti) di Dario Fo che segnò il suo ritorno sulle scene teatrali, assieme alla moglie, l'attrice Franca Rame, dopo la parentesi quinquennale in Rai (Canzonissima).
Quanto raccontato in scena si ispira a un fatto vero: attorno al 1500, in Spagna, un attore fu condannato al rogo per eresia in quanto aveva interpretato un lavoro di Fernando de Rojas, autore di origine ebraica e quindi all'indice per l'Inquisizione. All'attore fu concesso di fare un’ultima rappresentazione, proprio sul palco del supplizio, e quindi la pena fu commutata nel taglio della testa.

## Trama
Spagna, XVI secolo. Un attore, condannato a morte per aver recitato un'opera proibita di Fernando de Rojas, è già sul patibolo quando gli viene offerta la possibilità di recitare un ultimo spettacolo in attesa di una improbabile grazia. Ha così inizio la storia di Cristoforo Colombo (il "cacciaballe" del titolo) che tenta con intrighi ed inganni di convincere la regina Isabella di Castiglia a finanziare la sua spedizione alla scoperta dell’America. E se alla fine Colombo viene preso a calci nel sedere da tutti, una sorte migliore non tocca al condannato che scopre di essere stato beffato e che - non essendo arrivata l'agognata grazia - può solo divertire i presenti con un'ultima, irripetibile performance: la propria decapitazione.

## Temi
Attorno alla figura di Colombo ruotano personaggi più o meno corrotti e spregevoli, che si possono incontrare in ogni epoca. L'eroismo romantico di Colombo risulta così smitizzato così come la storia "ufficiale" della conquista del Nuovo Mondo. Fo affermò: "...si tratta di una corrosiva rilettura della scoperta dell'America che fa piazza pulita dell'epopea retorica e patriottarda degli eroici conquistadores. […] Quel primo spettacolo era frutto di una lunga ricerca storica, sia sulla vita di Colombo, sia su quella della corte di Isabella di Castiglia. Un regno davvero poco illuminato, segnato da una feroce pulizia etnica contro gli arabi e gli ebrei di Spagna".
Di tutte le commedie di Fo, questa è ritenuta la più brechtiana, sia per la ricerca storica e la scelta di un personaggio rappresentativo di una certa epoca e di una certa mentalità, sia per l'uso delle canzoni funzionali allo svolgimento scenico.

## Accoglienza
Benché l'opera abbia avuto notevole successo di pubblico e di critica, Fo subì duri attacchi da appartenenti all'estrema destra (lettere minatorie, lancio di spazzatura, esplosione di una bomba carta davanti a un teatro).
Secondo Fo: "Le conclusioni a cui arrivavo erano un ribaltamento drastico di tutto quello che ci avevano raccontato a scuola. Ma demistificare in tal modo un caposaldo della nostra storia fece rizzare i capelli alla destra. Arrivati con lo spettacolo a Roma, ad aspettarci all’uscita del Teatro Valle trovammo un gruppo di fascistelli pronti a menare le mani. Ce la cavammo grazie all'aiuto di un gruppo di compagni che si precipitarono in nostro soccorso. E per il resto delle repliche, a garantirci di poter andare avanti fu la presenza fissa in sala di alcuni operai e militanti del Partito Comunista".